# 吉藤健太朗
吉藤 オリィ（よしふじ おりぃ、本名：吉藤健太朗、1987年11月18日 - ）は、日本の男性ロボット研究者、実業家。株式会社オリィ研究所 所長。デジタルハリウッド大学大学院特任教授。一般社団法人WheeLog創業者。分身ロボット「OriHime」の開発者。自身の不登校時に感じた「孤独」から、人生のミッションを「孤独の解消」とする。 親友はゆうたくん！バンダユウタ！

## 来歴
1987年、奈良県北葛城郡新庄町（現・葛城市）に生まれる。
小学5年生のとき、体調を崩し２週間ほど入院と自宅療養をしたことがきっかけとなり、不登校、ひきこもりとなる。
中学校1年生のとき、折り紙ができるならロボットも作れるはずと考えた母親が応募した「虫型ロボット競技大会」に出場し、優勝する。 その翌年の全国大会にて準優勝、その大会でものづくりの師匠と仰ぐ久保田憲司氏の作品と出会い、久保田氏が教鞭をとる奈良県立王寺工業高等学校に入学したいと思い、受験勉強のため不登校を脱する。
2003年、奈良県立王寺工業高等学校に入学。久保田氏や部活動の仲間と共に「傾かず、かつ段差を登ることができる電動車椅子」の研究開発を行い、JSEC（ジャパン・サイエンス&エンジニアリング・チャレンジ）にて文部科学大臣賞を受賞。また米国で開催されたIntel ISEF（インテル国際学生科学技術フェア）に日本代表として出場し、グランドアワード・エンジニアリング部門3位となる。
スーパー高校生として地元メディア等に取り上げられ、全国高校野球選手権奈良大会の始球式の投手を担当する。「こんなものも作ってほしい」と様々な高齢者からの相談を受けるようになる中で、「孤独の解消」を人生の研究テーマとし、進路を町工場への就職から研究者を目指す進学へ切り替える。
2006年に、国立詫間電波工業高等専門学校（現：香川高等専門学校）に編入し、「孤独の解消」を目的とした人工知能の研究をはじめるが、人工知能パートナーでの孤独の解消に限界を感じ、人とのコミュニケーションを支援する機器を開発へシフト。国立詫間電波工業高等専門学校を中退し、2007年に早稲田大創造理工学部に入学。自ら「オリィ研究室」を立ち上げ、”分身ロボット”の研究開発に着手。1年半をかけて初期のプロトタイプ”OriHime”を開発、発表した。 
2012年に、株式会社オリィ研究所設立。ALS（筋萎縮性側索硬化症）の患者と共に視線入力でOriHimeを操作するシステムを開発し国際特許を取得、厚労省認定福祉機器として意思伝達装置OriHime eye+switchとして製品化した。
当時、社長秘書兼広報として雇用していた頸髄損傷で寝たきりの親友である番田雄太、一般社団法人WITHALS武藤将胤らと寝たきりでも仲間と共に働ける働き方を構想し、全長約120cmの分身ロボットOriHime-D（オリヒメディー）の開発に着手。
2017年に番田雄太が亡くなるも、2018年にOriHime-Dは完成し、日本財団で期間限定で「分身ロボットカフェDAWN ver.β」をオープンさせ注目を集める。
2021年、クラウドファンディングで4458万円の資金が集まり、6月から「分身ロボットカフェ DAWN ver.β 常設実験店」として公開実験店をオープンさせ、運営している。

## 人物
- 愛称オリィの由来[10] 愛称の「オリィ」は趣味の折り紙を由来とする。よく体調を崩していた事から”健太朗”の本名にずっと違和感を覚える。その後、早稲田大学在学中に所属していた部活にて、「ハンカチ王子」で知られた斎藤佑樹氏（元プロ野球選手）が同時期に同学に所属していたことから、「折り紙王子」と呼ばれそうになり、拒否。そのうちに「折り紙くん」と呼ばれ、それが略されて「オリィ」となった。（オリィ研究所を英語表記するとOry Laboratory で、最後にも-oryがつく。”場所”という意味もあり、居場所を研究するという意味もある。）
- 黒い白衣[11] 365日「黒い白衣」を着用している。高専に在学時、「似合う服がない」という悩みから白衣の可能性に気づく。日常使いできる白衣がないことと、機能が限定的であることから世の中に存在しない白衣を作ろうと、「世界初の白衣デザイナー」を名乗り活動。「なぜ白衣は白くなくてはいけないのか」という疑問から、「黒い白衣」を着想。その後、2022年現在に至るまで17着の改良を重ねている。破れにくいポケットが大小多く存在し、PCやタブレット、ペットボトル、長い傘などを外から見えないよう収納できる。
- 中学教師である父親とは偶然同じ中学校になり、[12]熱血教師の父親と不登校の息子の自分との対比に気まずさを覚える。大学時代は父が勤めた奈良県立野外活動センターの補助員となり、上司とアルバイトの関係で、師弟関係にあった。
- 分身ロボット「OriHime」の由来[13] 遠隔操作ロボットOriHimeを開発した際、「AIが搭載されていないのはロボットではない」と指摘を受ける。そこで遠隔操作ロボット、アバターロボット、アルターエゴ、憑依型ロボットなどの呼称の変遷を経て、だれからも解る名前にしようと「分身ロボット」と名付けた。OriHimeはオリィの名前からと、七夕の遠く離れた逢いたい人に逢いたいと思っている象徴としての織姫から。
- 大学の研究室に属さず、OriHimeの開発費は自費だったため資金が足りず、奨学金や生活費を開発費にあてた。大学の他の研究室で解体されて出された粗大ゴミを漁り、部品を調達することも。大学4年時からはアルバイトを辞め、ものづくりやビジネスコンテストで優勝や準優勝、[14]いわゆるコンテスト荒らしで賞金を獲得し、それを全て開発費に充てていた。オリィ研究所の創業費用も、コンテストの賞金を資本金としている。[15]
- 寝たきりの親友[16] 2013年、4歳で交通事故に遭い頸髄損傷で寝たきりの番田雄太氏と出会い、OriHimeの開発パートナーとして吉藤のポケットマネーで雇用。講演などをこなす中で秘書として正式雇用となった。肉体労働を可能にするテレワークとして、「分身ロボットカフェ」を構想する。2017年に28歳で亡くなる。
- オリィの自由研究部(β)[17] 2013年から全国のALSはじめ難病患者の家を訪問し、当事者と共に開発する事を活動にしていたが、2020年にコロナ禍になり集まる事ができなくなった事でオンラインの部活 「オリィの自由研究部 (β)（通称オリィ部）」を立ち上げる。当事者と開発者が集まり、ものづくり（開発）などを行う。難病勉強会や難病の人も参加できるOriHimeによるスポーツ大会、音楽、開発イベントなどを実施している。
- 主な受賞歴

- 日本科学技術チャレンジ（JSEC）（2004）[18]
- 文部科学大臣賞 ＆ アジレントテクノロジー賞（2004）
- インテル国際科学技術フェア（ISEF）（2005）
- GrandAward Engineering 団体研究 3位（2005）
- 早稲田×ローム社ものづくりプログラム　ものづくり大賞（2010）[19]
- 東京都学生起業家選手権 優勝 (2012)[20]
- キャンパスベンチャーグランプリcvg東京大賞（2012）[21]
- 「人間力大賞」総務大臣奨励賞＆衆議院議長奨励賞（2012）
- 日本武道館「みんなの夢AWARD４」グランプリ（2014）[22]
- Googleインパクトチャレンジ 　グランプリ（2015）[23]
- Forbes「30 UNDER 30 JAPAN」（2016）[24]
- ICC（Industry Co-Creation）リアルテックカタパルト優勝（2017）
- Iclif Leadership Energy Awards2017 for Business Owner/ Founder Category（2017）[25]
- ICC（Industry Co-Creation）カタパルトグランプリ優勝（2018）[26]
- 日本医学ジャーナリスト協会賞（2018）[27]
- 東京国際映画祭ノミネート（映画「あまのがわ」）（2018）[28]
- D&AD Awards 2020 Wood Pencil 受賞　Future Impact賞 受賞（DAWN）（2020）[29]
- 釜山国際広告祭（AD STARS 2020）Diverse Insights部門金賞、Innovation部門銀賞、Design部門銅賞（2020）[30]
- 「ACC TOKYO CREATIVITY AWARDS 2020」（2020） デザイン部門 ： 総務大臣賞 グランプリ[31] クリエイティブ・イノベーション部門 ： 総務大臣賞 グランプリ[32] ブランデッド・コミュニケーション部門 ： ブロンズ[33]
- ADFEST2020  イノーバテクノロジー部門「イノーバロータス」受賞（2021）[34]
- 第24回文化庁メディア芸術祭　エンターテインメント部門「ソーシャルインパクト賞」（2021）[35]
- カンヌライオンズ2020/2021（旧カンヌ国際広告祭）イノベーション部門ショートリスト（2021）
- グッドデザイン賞「グッドデザイン大賞 2021」（2021）[36]
- アルス・エレクトロニカ/Goldenen Nica（2021）[37]

## 著作
- 『「孤独」は消せる。』（サンマーク出版、2017年）ISBN 9784763135667
- 『サイボーグ時代――リアルとネットが融合する世界でやりたいことを実現する人生の戦略』（きずな出版、2019年）ISBN 9784866630625
- 『ミライの武器 「夢中になれる」を見つける授業』（サンクチュアリ出版、2021年）ISBN 9784801400863

## 主なテレビ出演
- 夢の扉+（2016年2月14日、TBS）
- 夢の鍵（2017年7月1日、BS-TBS）
- NNNドキュメント（2018年8月19日、日本テレビ）
- 探検バクモン（2019年2月20日、NHK総合）
- あいつ今何してる？（2019年3月6日、テレビ朝日）
- 逆転人生（2020年2月10日、NHK総合）
- 探究の階段（2020年6月4日、テレビ東京）